# Tiro ai XVI Giochi del Mediterraneo
Le competizioni relative al tiro ai XVI Giochi del Mediterraneo si sono svolte in due località diverse. Le gare di tiro a segno si sono svolte al Centro Sportivo Febo di Pescara, mentre le gare di tiro a volo si sono svolte al Poligono San Uberto di Manoppello.
Le specialità maschili del tiro a segno sono:
- Pistola (50 m)
- Pistola veloce (25 m)
- Pistola (10 m)
- Carabina 30x40 (50 m)
- Carabina 60 colpi
- Carabina (10 m)

Le specialità femminili sono:
- Pistola (25 m)
- Pistola (10 m)
- Carabina 3x20 (50m)
- Carabina (10 m)

Le specialità del tiro a volo sono:
- Fossa Olimpica (maschile e femminile)
- Skeet (maschile)
- Double Trap (maschile)

Sono ammessi 2 concorrenti uomini e 2 donne per nazione, prova e categoria.

## Calendario
Le gare hanno seguito il seguente calendario:
| ● | Competizioni | ● | Finali |

| Giugno/Luglio |    |    |    |    |    |    |    |    |    |
| 26            | 27 | 28 | 29 | 30 | 01 | 02 | 03 | 04 | 05 |
|               | ●  | ●  | ●  | ●  | ●  | ●  | ●  |    |    |

## Risultati

### Uomini
| Evento             | Oro                   | Perform. | Argento                | Perform. | Bronzo              | Perform. |
| Carabina           |                       |          |                        |          |                     |          |
| 10m aria compressa | Mohamed Hassan        | 700.8    | Pierre-Edmond Piasecki | 697.0    | Niccolò Campriani   | 696.9    |
| 50m 3 posizioni    | Marco De Nicolo       | 1268.8   | Nemanja Mirosavljev    | 1267.2   | Niccolò Campriani   | 1264.6   |
| 50m a terra        | Valerian Sauveplane   | 699.3    | Nemanja Mirosavljev    | 697.5    | Marco De Nicolo     | 695.6    |
| Pistola            |                       |          |                        |          |                     |          |
| 10m aria compressa | Pablo Carrera Vazquez | 684.3    | Andrija Zlatić         | 679.3    | Franck Dumoulin     | 677.0    |
| 50m                | Pablo Carrera Vazquez | 663.4    | Damir Mikec            | 655.9    | Andrija Zlatić      | 652.9    |
| Tiro a volo        |                       |          |                        |          |                     |          |
| Fossa olimpica     | Bostjan Macek         | 144      | Giovanni Pellielo      | 142      | Francesco Amici     | 142      |
| Double Trap        | Daniele Di Spigno     | 190      | Willima Chetcuti       | 189      | Francesco D'Aniello | 180      |
| Skeet              | Ennio Falco           | 148      | Georgios Achilleos     | 147      | Anthony Terras      | 147      |

### Donne
| Evento             | Oro                     | Perform. | Argento         | Perform. | Bronzo             | Perform. |
| Carabina           |                         |          |                 |          |                    |          |
| 10m aria compressa | Andrea Arsovic          | 502.0    | Petra Zublasing | 499.9    | Elania Nardelli    | 497.1    |
| 50m 3 posizioni    | Snježana Pejčić         | 675.3    | Laurence Brize  | 675.2    | Emilie Evesque     | 671.9    |
| Pistola            |                         |          |                 |          |                    |          |
| 10m aria compressa | Zorana Arunovic         | 484.1    | Ayse Kil Erten  | 484.0    | Jasna Šekarić      | 481.6    |
| 25m                | Sonia Franquet Calvente | 779.5    | Jasna Šekarić   | 776,1    | Michela Suppo      | 775.9    |
| Tiro a volo        |                         |          |                 |          |                    |          |
| Fossa olimpica     | Daniela Del Din         | 92       | Deborah Gelisio | 85       | Alessandra Perilli | 85       |

## Medagliere
| Posizione | Paese      |    |    |    | Totale |
| --------- | ---------- | -- | -- | -- | ------ |
| 1         | Italia     | 3  | 3  | 6  | 12     |
| 2         | Spagna     | 3  | 0  | 0  | 3      |
| 3         | Serbia     | 2  | 5  | 2  | 9      |
| 4         | Francia    | 1  | 2  | 3  | 4      |
| 5         | San Marino | 1  | 0  | 2  | 3      |
| 6         | Croazia    | 1  | 0  | 0  | 1      |
| 6         | Egitto     | 1  | 0  | 0  | 1      |
| 6         | Slovenia   | 1  | 0  | 0  | 1      |
| 9         | Cipro      | 0  | 1  | 0  | 1      |
| 9         | Malta      | 0  | 1  | 0  | 1      |
| 9         | Turchia    | 0  | 1  | 0  | 1      |
| Totale    | Totale     | 13 | 13 | 13 | 39     |